# Cruzeiro (Olhalvo)

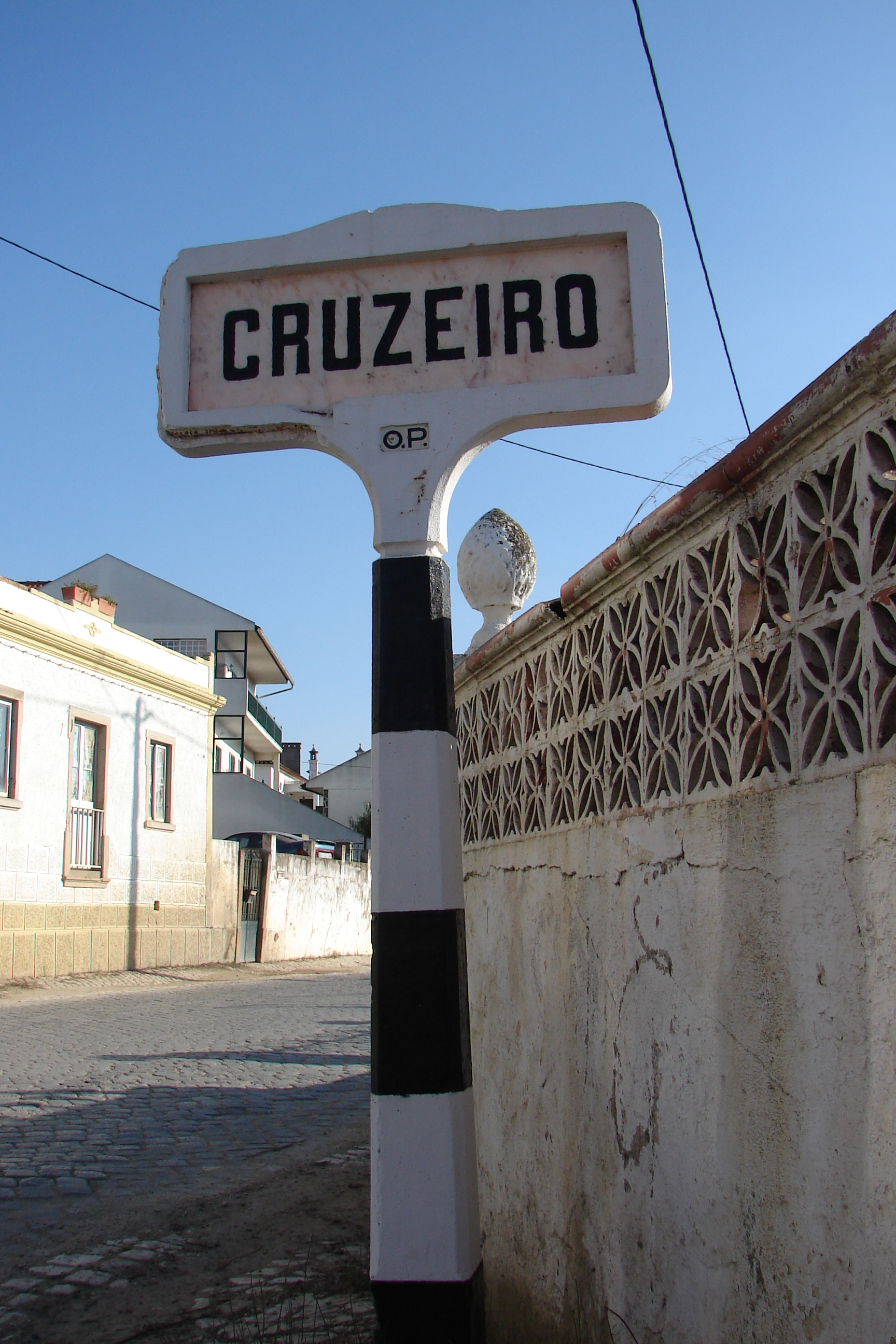
Pequena localidade pertencente à freguesia de Olhalvo, Concelho de Alenquer, Distrito de Lisboa.

Cruzeiro é uma pequena localidade do Alto Concelho de Alenquer mas com alguma relevância uma vez que
é nela se encontra instalado o Centro de Saúde de Alenquer
- Extensão de Olhalvo, que serve cerca de 3 mil utentes na sua maioria
da freguesia de Ventosa e Olhalvo. É também nesta localidade que se encontra um Centro de Recolha de Análises Clinicas.
Cruzeiro tem apenas duas ruas, a rua Francisco dos Santos Reis e
a Rua Combatentes da Grande Guerra, sendo que ambas intersectam-se no único cruzamento da localidade,
junto ao seu símbolo, o cruzeiro.

## Cultura e Tradição
Na vida cultural e religiosa de Olhalvo, a aldeia do Cruzeiro ganha destaque durante os festejos em honra de Nossa Senhora da Nazaré, que se realizam anualmente na Freguesia.
É no Cruzeiro o ponto de encontro para a chegada do Círio.
Os peregrinos vindos da Nazaré nos seus veículos engalanados (agora em tractores e camionetas, outrora em carroças) e as gentes da terra que ficaram na aldeia seguem, a partir dali, em cortejo acompanhados por cavalos (que levam o guião) e pela Banda da Sociedade Filarmónica Olhalvense até Olhalvo, onde são dadas as tradicionais voltas (3 voltas ao casario central da aldeia), seguuida de Missa na Igreja Paroquial.

## Património
Cruzeiro de Pedra, localizado no centro da localidade.